# 天氣圖

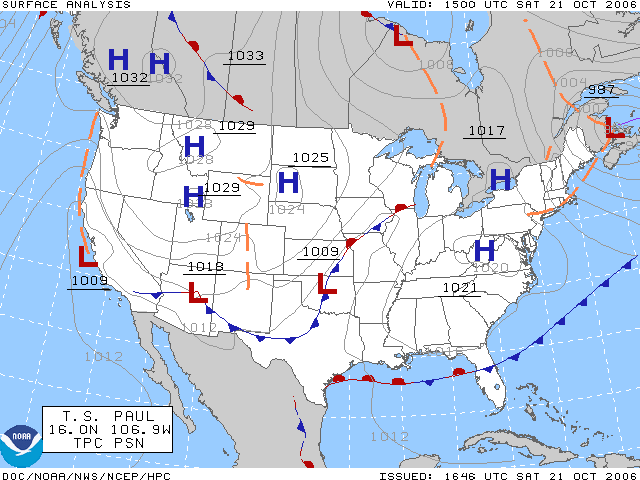
美國國家海洋和大氣管理局發布的一張美國天氣圖（2006年10月21日）

天氣圖（英語：weather chart）是將特定地區某段時間的氣象要素表現在地圖上，能夠幫助閱讀者掌握天氣狀況。天氣圖的創始者包括威廉·瑞德菲爾（William Redfield）、威廉·瑞德（William Reid）、艾力亞斯·盧米斯（Elias Loomis）、以及法蘭西斯·高頓（Francis Galton），他們為了研究出一套關於暴風系統的理論，而製作出了第一張天氣圖。天氣圖是測量或追蹤各種相關數值，例如氣壓、溫度、雲量等，再將之描繪在地圖上。天氣圖上通常會標注各種記號，以代表雲量、降水，或其他重要資訊。舉例來說，一個「H」符號代表高氣壓，將能夠判定當地應該會有穩定的天氣。而一個「L」記號則代表了低氣壓，通常會帶來降水與不穩定的天氣。此外，航空所用的天氣圖經常會包含湍流和大氣結冰的記號。

## 鋒面

天氣圖上常見的鋒面記號一覽：
1. 冷鋒
2. 暖鋒
3. 滯留鋒
4. 囚錮鋒
5. 表面接觸帶
6. 颮線 / 鋒切線
7. 乾線
8. 熱帶波

在氣象學中，鋒面（front）是指密度不同（：溫度、溼度）的氣團（air mass）邊界。當鋒面通過第一個區域時，將會造成氣溫、溼度、風速和方向、大氣壓力以及降水的改變。冷鋒經常伴隨著低壓系統，大多是位於高壓系統的邊緣，極鋒（polar front）則是位於高等極鋒噴流（high-level polar jet）朝向赤道那一側的邊緣。鋒面的移動通常受到高空氣流的影響，但通常移動速度較慢。在北半球，鋒面通常是以由西向東的方向移動（有時鋒面也可做南北向的移動）。由於氣壓梯度力和科氏力的關係，鋒面的移動範圍很廣。鋒帶會受到地形因素的控制影響，例如山脈和大量的水體。

## 鋒帶類型

### 冷鋒
當某一氣團的溫度較前方氣團來得低，而也較乾燥時，若不論地形效應（地形效應），這個氣團的邊界就稱為「冷鋒」。冷空氣的密度較高，因此會鑽到密度較低的暖空氣下方通過，是積狀雲（外型類似棉花球）形成的主因。冷鋒通過時經常影響風速變化，並會造成空氣的垂直流動（氣流），並可能擾亂當地的氣候，在冷鋒前後導致大雨、暴風雨、颮線、龍捲風、暴風雪等天氣現象。冷鋒之後的空氣通常較原本的更乾燥和更冷。在天氣圖上，冷鋒的平面位置是以藍色三角形構成的線條標注，三角形的尖端指出鋒面的方向。冷鋒的移動速度是暖鋒的兩倍快。

### 暖鋒
锋面在移动过程中，若暖空气起主导作用，推动锋面向冷气团一侧移动，这种锋称为暖锋。暖锋过境时，温暖湿润，气温上升，气压下降，天气转为多云有雨的天气。与冷锋相对。暖锋比冷锋移动速度慢，可能会连续性降雨或出现雾。

### 滯留鋒
鋒面如果沒有水平方向的移動時，或者部分鋒面沒有水平向移動時，此鋒面即為滯留鋒。滯留鋒常引起持久性的降水和暴雨。是造成春季及初夏降雨的主要天氣系統。此一鋒面可能由是冷鋒南下時，停滯而形成，也有可能是由低壓槽產生的新鋒面。如果配合西南氣流帶來的暖濕空氣，或者其上有氣旋發展時，它常常會形成暴雨，而造成水災。

### 囚錮鋒
囚錮鋒（中國大陸稱作錮囚鋒，港澳稱作錮囚鋒）是鋒的一種，是由於冷鋒追上暖鋒，或者兩條冷鋒迎面相遇而成（也有同一條冷鋒的兩段迎面相遇而形成的）。囚錮鋒的形成經常發生在溫帶氣旋的成熟階段，通常出現在中高緯度地區。

### 颮線
是指帶狀的雷暴群所構成的風向、風速突變的一種中至小尺度的強對流天氣，通常伴隨或先於冷鋒出現。其破壞性很強大。颮線的產生多是由於冷空氣行進至暖濕地區時造成了上冷下暖的格局，使對流層上下熱力結構不同，產生高強度的強對流天氣。颮線上的雷暴通常是由若干個雷暴單體組成的，因此可以產生劇烈的天氣變化。在20世紀早期，颮線通常被用作冷鋒的代名詞。颮線過境時的典型現象為風向突變、風速快速增加、氣壓驟然上升以及氣溫急劇變化，全盛階段平均風力在10級以上，陣風超過12級。同時也可能伴有雷暴、暴雨、冰雹、強力的直線風、龍捲風和海龍捲風。颮線通常具有典型的弓狀特徵，並伴隨強力的直線風。龍捲風則可能在中尺度低壓區存在時沿著波形線狀回波存在。在夏季時弓形回波可能會發展為超強對流風暴，並以極高的速度通過大範圍區域。雨盾狀遮蔽部的後方邊緣通常伴隨著發展成熟的颮線，並存在尾流低壓，有時甚至伴隨熱暴流。颮線的水平範圍很小，長度通常只有150~300公里，寬度僅半公里到幾十公里，高度也只有3公里左右。其維持時間一般為4~10個小時。

## 外部鏈接
- http://www.nmc.cn/publish/observations/china/dm/weatherchart-h000.htm （页面存档备份，存于） 中央氣象臺天氣圖